# 小幡洋子
小幡 洋子（おばた ようこ、1968年10月17日—）是日本的原歌手、声優。出身于東京都台東区。毕业于定时制明大中野高校。 (明大中野高校，明治大學附屬中野中學・高中的簡稱，亦是小幡洋子、城之內早苗的母校。)

## 来历、人物
1985年，《不可思议色的HAPPINESS》初次发表。这个处女座《不可思议色的HAPPINESS》是动画《魔法之星爱美》的主题歌，小幡洋子还担当了主人公香月舞（=爱美）的配音工作。此外，在同年冬季还发表了LP《PEARL ISLAND》。
次年1986年，她演唱的动画电影《天空之城》角色歌《如果能在天空飞翔》发售。
因为曾有过在演唱会的最后把桶里的水浇到头上的行为，所以有了“湿淋淋的洋子”的昵称。
1986年，和須貝幸生、神長弘一组成摇滚乐队“YOCO & LOOK OUT”。后改名为“LOOK OUT”。
1989年，乐队解散。次年1990年，与東宏组成乐队“ESSEX”。1991年3月，再次以单曲《100%炽热》出道。1992年发行专辑《POPPES》。乐队与次年1993年解散。
这之后她还继续作词。而1993年引退后，成为了飾品设计师。

## 作品目录

### 单曲
小幡洋子 名义
1. 不可思议色的HAPPINESS （1985年6月25日）
（C/W）　你只在Dreaming。
动画《魔法之星爱美》主題曲。
没有使用当时准备的封面照片，而使用了别的照片来替代。
2. 南国人魚姬 （1986年1月25日）
《魔法之星爱美》插入歌。
（C/W） Shining Boy
3. 如果能在天空飞翔 （1986年5月25日）
映画『天空之城』角色歌。
（C/W） 不是處女作

LOOK OUT 名义
1. 被涂黑的Yesterday （1989年3月21日）

ESSEX 名义
1. 100%炽热 （1991年3月21日）
2. LONELY ANGEL （1991年10月21日）

### 专辑
小幡洋子 名義
1. PEARL ISLAND （1985年12月21日）
一部分是忌野清志郎以别的名义作曲的。
1. 南国人魚姫
2. SHINING BOY
3. 银之沙
4. 从异国之窗
5. 深蓝的明信片
6. TENNAGE DREAM
7. 不可思议色的HAPPINESS
8. 珍珠諸島
9. LIKE A HOLLY
10. 开始LONELY HEART

2. B・I・S・H・O・N・U・R・E YOCO （1986年6月25日 / 1986年7月25日）
收录了同年5月的首次演唱会内容，6月LP、磁带发售，7月CD发售。每种媒介所收录的曲目都有一点不同。
3. KEY OF GOLD （1986年10月25日）
4. YOCO OBATA BEST COLLECTION （1986年12月21日）
5. GOLDEN☆BEST 小幡洋子 （2004年12月22日）
引退后发售。
YOCO & LOOKOUT 名义
1. LOOK OUT! （1987年6月25日）
2. HELLO! HEARTBREAK （1988年6月21日）

LOOKOUT 名义
1. ROSE-B∀D （1989年4月21日）

ESSEX 名义
1. TINRHYTHM （1991年6月21日）
2. POPPERS （1992年4月7日）

### 录像带
- 小幡洋子 名義
  1. PEARL ISLAND （1986年3月25日）
  2. B・I・S・H・O・N・U・R・E LIVE （1986年7月25日）

## 作词
- BABY'S（日语：BABY'S）
- 大西結花（日语：大西結花）
- 本木雅弘
- 松田樹利亜（日语：松田樹利亜）

## 演出
- 魔法之星爱美相关（香月舞/爱美）
  - 魔法之星爱美 TV系列
  - OVA 艳姿魔法三人娘　
  - OVA　魔法之星爱美 蝉時雨　
  - OVA　魔女俱乐部四人组 来自A空间的爱美X　

※2002年发售的DVD-BOX特典《魔法之星爱美 雲光》是小幡洋子引退后发售的，所以由久川綾负责。
- 地元発信! 東京ジモティ（日语：地元発信! 東京ジモティ）（富士电视台，2001年11月28日播放）
  - 节目内的环节“名人的同级生”里，作为城之内早苗高校世代的同级生出演。